# Janthinomyia elegans
Janthinomyia elegans är en tvåvingeart som först beskrevs av Matsumura 1905.  Janthinomyia elegans ingår i släktet Janthinomyia och familjen parasitflugor. Inga underarter finns listade i Catalogue of Life.